# Paratyfové infekce ptáků
Původcem paratyfových (PT) infekcí ptáků jsou sérotypy pohyblivých salmonely s výjimkou S. arizonae. Tyto salmonely mohou infikovat široký okruh hostitelů, včetně člověka i domácích nebo divoce žijících zvířat, přičemž chovy drůbeže jsou považovány za jejich největší a nejdůležitější rezervoár a zdroj infekce pro člověka. V současné době jsou středem zájmu humánní i veterinární medicíny infekce bakteriemi Salmonella enteritidis a Salmonella typhimurium. Jsou označovány jako invazivní sérovary salmonel a onemocnění drůbeže jimi způsobované je považováno za nebezpečnou nákazu (zákon o veterinární péči č. 166/1999 Sb.). U dospělé drůbeže probíhají paratyfové infekce většinou jen ve formě asymptomní střevní infekce, pouze za určitých okolností a u mladých ptáků dochází ke klinicky zjevnému onemocnění (salmonelóze).

## Historie
Salmonely (bakterie z rodu Salmonella a čeledě Enterobacteriaceae) jsou označovány podle amerického veterináře a bakteriologa Daniela E. Salmona. Poprvé byly patrně prokázány Eberthem (1880) v histologických řezech z orgánů pacientů, kteří zemřeli na břišní tyfus. Bakterie Salmonella choleraesuis byla izolována v USA z prasat uhynulých na klasický mor (Salmon a Smith, 1884). Gärtner (1888) prokázal v mase poražené krávy Salmonella enteritidis v souvislosti s epidemií salmonelózy lidí alimentárního původu. Bakterii Salmonella typhimurium vykultivoval Löffler (1892) z orgánů bílých myšek. První zpráva o infekci ptáků pohyblivými salmonelami se týkala holubů.

## Výskyt a rozšíření
Rozvoj drůbežnictví, změny životního stylu konzumentů a požadavky na zdravou výživu činí z drůbeže a drůbežích produktů důležitý zdroj bílkovin na celém světě. Proto výskyt salmonelových infekcí v hejnech drůbeže a kontaminace drůbežích produktů mají značný zdravotní význam. Z doposud známého počtu sérotypů salmonel (> 2500) se u drůbeže vyskytuje jen asi 10 % z nich. Incidence i frekvence výskytu jednotlivých sérotypů se liší geograficky i časově.
Třebaže přítomnost PT salmonel je opakovaně prokazována ve vejcích a trusu hrabavé drůbeže v mnoha zemích s intenzivním chovem drůbeže, včetně drůbežích produktů, výskyt onemocnění u drůbeže je minimální. V České republice bylo v roce 1995 laboratorně vyšetřeno přes 350 tisíc vzorků surovin a potravin živočišného původu. Izolováno bylo více než 1600 kmenů salmonel 39 sérotypů – z četností nad 2 % to byly salmonely S. enteritidis, S. typhimurium, S. derby, S. infantis, S. panama, S. ohio, S. agona a S. newport. Nejčastěji byly kontaminovány vzorky z jatečně opracované drůbeže a drůbežích výrobků – téměř 8% incidence. V roce 1995 v porovnání s rokem 1994 došlo ke zvýšenému počtu izolací S. enteritidis i S. typhimurium (na 40,58 %, resp. 16,81 %). V ČR bylo v roce 1980 evidováno přes 13 tisíc případů, v roce 1994 již více než 25 tisíc případů salmonelózy lidí. Vzhledem ke značně zvýšenému výskytu infekcí S. enteritidis ve světě (z 10 % v roce 1979 na 43 % v roce 1987) je podle Rodrigua et al. (1990) možné uvažovat již o pandemii salmonelózy i lidí.

## Vznik a šíření nemoci (epizootologie)

### Hostitel
Paratyfové salmonely se vyskytují u velmi širokého okruhu hostitelů, včetně člověka a dalších savců, ptáků, hadů a hmyzu. Široké a vzájemné vztahy mezi těmito rezervoáry omezují možnosti redukce salmonelových infekcí u lidí i domácích zvířat. Od nakažených lidí se mohou infikovat i ptáci, např. žakové, amazoňani, kakaduové a arové.
Drůbež (hrabavá i vodní) je vnímavá k infekci mnoha sérotypy salmonel, ale exprese této infekce je ovlivňována zejména věkem, velikostí infekční dávky a predispozičními faktory, méně již sérotypem PT salmonel. U holubů se poměrně často vyskytuje S. typhimurium var. copenhagen (nemá somatický antigen 5), která je téměř hostitelsky specifická pro holuby. Ptáci bez nebo s nedostatečně vyvinutými slepými střevy jsou vnímavější k infekci PT salmonelami, protože jim chybí autochtonní mikroflóra působí inhibičně na růst salmonel.
Ptačí salmonely zpravidla nejsou problémem pro zdravého člověka, větší nebezpečí však mohou představovat pro děti, staré osoby nebo imunosupresované jedince, u kterých mohou vyvolávat gastroenteritidy.

### Paratyfové infekce u mladé drůbeže
Exprese paratyfové infekce je velmi závislá na věku infikované drůbeže. Zatímco infekce čerstvě vylíhnutých mláďat kura domácího i krůt může vyvolávat klinicky zjevnou salmonelózu s vysokou mortalitou, dospívající a dospělá drůbež je poměrně odolná k letálnímu působení salmonel, takže i silná kolonizace střevního traktu anebo i systémová infekce mohou probíhat subklinicky, bez výrazné morbidity i mortality. Poněkud jiná situace je u holubů, papoušků a kanárů, kde k akutnímu onemocnění dochází spíše u dospělých zvířat. Odolnost k salmonelové infekci souvisí s přítomností protektivní střevní mikroflóry, která blokuje střevní receptory pro salmonely anebo produkuje faktory inhibující růst salmonel. Po orální infekci kuřat či krůťat PT salmonelami dochází ke kolonizaci střeva, vylučování salmonel trusem a jejich pomnožení v retikuloendoteliální tkání jater a sleziny, případně k diseminaci až kolonizaci dalších orgánů a tkání. Dojde-li k bakteriémii, projevuje se vysokou mortalitou. Kolonizace střeva i výskyt mortality úzce souvisejí s dávkou orálně přijatých PT salmonel.
Terénní infekce PT salmonelami se zpravidla projevují zvýšenou mortalitou u kuřat a krůťat ve věku 3-7 dnů. Vylíhnutá mláďata jsou vysoce vnímavá k PT infekcím, ale tato vnímavost se věkem snižuje. Věkem je rovněž ovlivňována četnost, stupeň i perzistence střevní kolonizace i infekce vnitřních orgánů.

### Paratyfové infekce u dospělé drůbeže
U dospělé drůbeže probíhají PT infekce zpravidla subklinicky, i když dochází ke kolonizaci střev a systémové infekci vnitřních orgánů. Ačkoliv incidence střevní kolonizace i vylučování trusem se postupně snižují, některé kmeny salmonel mohou perzistovat ve střevním traktu nesoucích slepic až několik měsíců. Zdrojem infekce lidí jsou nejčastěji jatečně nekvalitně opracovaná kuřata, znečištěná kontaminovaným trusem.
Dalším, ze zdravotního hlediska velmi důležitým rysem PT infekcí, je kontaminace vajec. Kontaminace vaječné skořápky S. enteritidis se průměrně pohybuje mezi 5-7 % a kontaminace vaječného obsahu kolem 0,3 % z vyšetřovaných vajec. Přirozeně kontaminovaná vejce obvykle obsahují velmi malé množství bakteriálních buněk, ale jestliže jsou skladována při teplotách podporujících jejich růst, mohou se pomnožit do značného množství.

### Predispoziční faktory
Výskyt i průběh infekcí PT salmonelami je ovlivňován řadou faktorů a to jak infekčních, tak i neinfekčních. Primární infekce kokcidiemi zvyšuje schopnost salmonel kolonizovat střevní trakt, podobně i infekce drůbeže imunosupresivními virusy (virusy retikuloendoteliózy, infekční burzitidy) či bakteriem (Corynebacterium parvum). Vnímavost drůbeže k PT salmonelám je také ovlivňována podmínkami chovu a prostředí, např. nižší teplota v odchovně, nedostatek pitné vody, pelichání nosnic, mykotoxiny (ochratoxin A) aj.

### Přenos, zdroje, vektory
Značně široký okruh hostitelů a rezervoárů PT salmonel umožňuje zavlečení infekce do chovů drůbeže mnoha rozmanitými způsoby. Mezi nejčastější zdroje infekce patří kontaminované krmivo (zejména s obsahem masových a kostních mouček), zvířata, člověk i hmyzí vektory. PT salmonely se mohou přenášet jak horizontálně, tak i vertikálně na potomstvo infikovaných rodičů.
Biologické vektory umožňují jak pomnožení salmonel, tak i jejich rozšiřování v hejnech drůbeže. Hmyz, včetně švábů a moučných brouků, může přenášet salmonely vnitřně i na svém povrchu. Myši jsou považovány za důležitý vektor zejména při šíření S. enteritidis u nosnic.
Vertikální přenos PT salmonel na potomstvo infikovaných se uskutečňuje přímým přenosem bakterií z krve vaječníku do žloutku násadových vajec nebo kontaminací vaječné skořápky trusem obsahujícím PT salmonely při snášce vejce. Následná penetrace do vaječného obsahu pak může infikovat vyvíjející se embryo nebo může být zdrojem infekce pro líhnoucí se kuřata. Salmonelami infikovaná násadová vejce jsou závažným zdrojem šíření PT salmonel v líhních. Při klubání mláďat z infikovaných vajec se uvolňuje do prostředí líhní velké množství salmonel. Líhnutá mláďata postrádající protektivní střevní mikroflóru jsou v tomto období velice vnímavá k infekci.
Po zavlečení PT salmonel do chovu dochází k horizontálnímu šíření přímým kontaktem mezi drůbeží, pozřením kontaminovaného trusu nebo podestýlky, kontaminovanou vodou, personálem, nářadím, pomůckami a mnoha dalšími způsoby.
U holubů může dojít k přenosu infekce na mláďata při krmení. U vodní drůbeže umožňuje způsob chovu (chov na stojatých vodách, promáčené výběhy, kontaminace hnízd, vlhká podestýlka aj.) poměrně vhodné podmínky pro šíření salmonel.
Způsoby přenosu salmonel u pštrosů jsou stejné jako u drůbeže. Nejčastěji se jedná o kontaminaci skladů obilí, krmných směsí nebo zdrojů pitné vody hlodavci, kontaktem s volně žijícími ptáky (holubi, hrdličky, vrabci aj.) či s infikovanou drůbeží nebo kontaminaci výběhů jejich trusem apod. Starší zvířata mohou být nosiči a intermitentně vylučovat salmonely po dlouhou dobu.

## Projevy nemoci (symptomatologie)
PT salmonely vyvolávají klinicky zjevné onemocnění většinou jen u velmi mladé drůbeže. Vertikální infekce způsobuje vysokou mortalitu u embryí během inkubace i u čerstvě líhnutých mláďat. U mláďat starších dvou týdnů se infekce většinou již klinicky neprojevuje, dochází ale k výrazné retardaci růstu. U jednotlivých ptáků je průběh nemoci relativně krátký; pozorované příznaky obecně odpovídají jiným bakteriálním infekcím způsobujícím septikémii.
Postižená kuřata a krůťata jsou ospalá, shlukují se pod tepelnými zdroji, mají zavřené oči, skleslá křídla a načepýřené peří. Trpí anorexií a profúzním vodnatým průjmem, což vede k jejich dehydrataci, zalepení kloaky a vyhublosti. Ojediněle lze pozorovat slepotu a kulhání. Kachňata vykazují podobné příznaky jako kuřata či krůťata, ojediněle se mohou objevit respirační příznaky a zduřelá, edématózní oční víčka, případně známky poškození CNS.
Paratyf u dospělé drůbeže obvykle probíhá subklinicky. Některé kmeny S. enteritidis ale mohou způsobovat u infikovaných nosnic anorexii, průjem a redukci snůšky.
U holubů se pozoruje nechuť k létání, slabost, anorexie, vodnaté nebo hlenovité zelené výkaly, vyhublost a nedostatečný růst, zhoršená pohyblivost křídel a končetin v důsledku zánětlivých změn kloubů a pochev šlachových. K úhynu může dojít během 2-3 dnů.
U exotických ptáků se při akutním průběhu pozorují nespecifické příznaky jako letargie, anorexie, polydipsie (žíznivost) až polyurie (nadprodukce moči) a průjem. Při prolongovaném průběhu pak dyspnoe (dýchací potíže), poškození CNS, jater, sleziny, ledvin a srdce. Velmi těžké infekce se mohou projevovat konjunktivitidou, iridocyklitidou (zánět duhovky a řasnatého tělíska) a panoftalmií (akutní hnisavý zánět celého očního bulbu).
U loriů a tučňáků bývá průběh perakutní s vysokou mortalitou. Také papoušci žako jsou velmi citliví. U nich ale onemocnění probíhá chroničtěji s flegmónami (neohraničený hnisavý zánět), granulomatózní dermatitidou (zánět kůže), artritidami (záněty kloubů)a tendovaginitidou (zánět šlachy a jejího pouzdra).
Respirační příznaky se změnami na srdci jsou častější u vrabce domácího a rybáků. U malých pěvců (Fringillidae) se subakutní salmonelóza projevuje granulomatózním zánětem volete, připomínajícím moniliázu.
Klinické příznaky u pštrosů se vyskytují zpravidla u kuřat ve věku 3-6 týdnů a mají všeobecný charakter, jako je netečnost, průjem, anorexie a rychlý pokles hmotnosti. Je také popisován oboustranný edém (otok) distální části končetin. V krevním séru byly pozorovány nižší koncentrace celkové bílkoviny. Průběh může být akutní nebo chronický. Perakutní infekce doprovázené náhlým úhynem nebyly u pštrosů zatím pozorovány.

### Patologie
Pitevní nález u akutně a septikemicky probíhajícího paratyfu u kuřat je kromě vysoké mortality minimální. Při protahovanějším průběhu nemoci se zjišťuje různě silná enteritida s fokálními nekrotickými změnami na sliznici tenkého střeva, obsah slepých střev bývá sýrovitý. Slezina a játra jsou obvykle zduřelé, překrvené, s hemoragiemi anebo nekrotickými fokusy. Ledviny jsou také zvětšené a překrvené, žloutkový váček může obsahovat nestrávený a koagulovaný žloutek. Velmi často se vyskytuje fibrinózně purulentní perihepatitida a perikarditida. Méně často pozorovanými nálezy mohou být panoftalmie, hnisavé záněty kloubů, zánět vzdušných vaků a pupku (omfalitida).

### Imunita
PT salmonely vyvolávají u infikované drůbeže silnou protilátkovou reakci, která snižuje množství salmonel ve tkáních i jejich vylučování trusem. Funkční imunitní systém u drůbeže zkracuje dobu trvání i průběh nemoci, včetně ochrany před reinfekcí, naopak i imunosupresovaných ptáků jsou morbidita i mortalita vyšší. Mechanismus působení humorální i buněčné reakce při protektivní imunitě proti infekci PT salmonelami není zatím plně objasněn.
U kura domácího byla také prokázána geneticky založená rozdílnost v rezistenci proti salmonelovým infekcím. Kuřata odlišných linií se lišila ve vnímavosti k letálnímu působení S. typhimurium i S. enteritidis. Byly také zjištěny rozdíly mezi liniemi slepic v incidenci vylučování S. enteritidis trusem, šíření do orgánů i kontaminaci vajec. Mechanismus genetické rezistence bude asi společný pro všechny sérotypy salmonel.

## Diagnostika
Klinické vyšetření drůbeže může indikovat pravděpodobnou infekci PT salmonelami, ale konečná diagnóza je možná pouze na základě izolace a identifikace příčinného agens. V souvislosti s nárůstem výskytu salmonelóz u lidí i zvířat doznala laboratorní diagnostika salmonel mimořádného významu i pokroku. Kromě standardních technik byly vyvinuty nové, rychlejší a citlivější metody izolace a identifikace salmonel. Současně se projevuje snaha o zavedení mezinárodně jednotných a standardizovaných postupů.
Identifikace získaných čistých bakteriálních kolonií se v současnosti provádí nejčastěji pomocí komerčně vyráběných testů nebo souprav pro identifikaci enterobakterií (API-20E, Minitek, Enterotest I a II aj.). Z dalších identifikačních technik se používají fagotypizace (lyzotypizace), biotypizace, klasifikace a profilace plasmidů, ELISA, imunomagnetická separace a molekulárně biologické postupy (DNA hybridizace, PCR aj.).
Sérologické techniky dokumentují pouze kontakt s antigenem, nejsou vhodné pro určení aktuálního stavu infekce a musí se doplňovat bakteriologickým vyšetřením. Dalším problémem jsou subklinické infekce, kdy zvířata sice mohou vylučovat salmonely v trusu, ale jejich rozšíření v organismu je nedostačující pro indukci detekovatelné hladiny protilátek, dále je to imunologická nevyzrálost a nereaktivnost mláďat k infekci a také možnost křížových sérologických reakcí mezi sérotypy PT salmonel.
Diferenciální diagnostika. Mladá drůbež s generalizovanou salmonelovou infekcí vykazuje příznaky a změny připomínající jiné mikrobiální infekce, např. kolibacilózu, mykoplasmózy, aspergilózu, Newcastleskou nemoc, reovirové infekce aj.

## Terapie a prevence
U drůbeže byly odzkoušeny různé antimikrobiální látky, jako např. tetracykliny, neomyci, deriváty nitrofuranu, bacitracin, gentamicin, spektinomycin, sulfonamidy aj. Antibiotika i chemoterapeutika sice snižují morbiditu a mortalitu infikovaných ptáků i šíření infekce, ale pro eradikaci salmonel z chovu jsou zpravidla nedostačující. I léčená zvířata zůstávají často bacilonosiči. Některá antibiotika dokonce zvyšují vnímavost drůbeže k salmonelovým infekcím, pravděpodobně v důsledku omezení růstu střevní mikroflóry s inhibičním vlivem na salmonely. Podobně i antibiotické stimulátory růstu mohou podporovat vznik rezistentních kmenů salmonel, o čemž svědčí nárůst rezistentních kmenů salmonel v mnoha zemích. Také u volně žijících ptáků se často izolují rezistentní kmeny salmonel.
Vysoce vnímavá k infekci PT salmonelami jsou zejména čerstvě vylíhnutá kuřata i krůťata. S postupujícím věkem dochází ke snižování vnímavosti k salmonelám, což souvisí převážně se získáním protektivní střevní mikroflóry z prostředí. Schopnosti některých střevních bakterií inhibovat růst salmonel, tzv. kompetitivní exkluze, se prakticky využívá. Existence kompetitivní exkluze byla opakovaně prokázána u kuřat i krůťat aplikací střevního obsahu, trusu nebo podestýlky od dospělé drůbeže, případně anaerobními kulturami připravenými z tohoto materiálu, kdy docházelo k omezení kolonizace střeva různými PT salmonelami i následné jejich diseminaci do vnitřních orgánů. Definované kultury anebo jejich směsi vykazují lepší účinnost. Aplikovat se mohou různě – sondáží do volete, aplikací do kloaky, v pitné vodě, krmivu nebo in ovo. Kompetitivní exkluze ale nechrání vždy. Může být prolomena silnou infekcí salmonel, aplikací antibiotik, nedostatkem krmiva či vody a dalšími faktory ovlivňujícími normální střevní mikroflóru.
Aplikace živých i inaktivovaných vakcín snižuje vnímavost drůbeže k infekci PT salmonelami. Živé vakcíny v porovnání s inaktivovanými vakcínami vyvolávají silnější a déle trvající chráněnost, ale žádná z nich nezajišťuje kompletní ochranu před infekcí. Navíc nedostatek vody, krmiva a různé stresy prostředí (teplota) mohou negativně ovlivňovat účinnost vakcín. K vyšší efektivnosti kompetitivní exkluze i vakcinace napomáhjí obecná zoohygienická opatření, která snižují možnost zavlečení salmonel do chovu a jejich šíření.
Možnost použít analýzu nebezpečí kritických kontrolních bodů (angl. hazard analysis critical control point, HACCP) v prevenci PT salmonel u drůbeže je omezena existencí velkého množství zdrojů a rezervoárů salmonel, které mohou zavléci a šířit infekci do hejn nebo prostředí chovných hal. Účinné preventivní a kontrolní programy jsou proto pouze ty, které řeší celý problém komplexně a koordinovaně. Násadová vejce by měla pocházet jen z rozmnožovacích chovů prokazatelně prostých salmonel, měla by být dezinfikována a mláďata by se měla líhnout v nezamořených líhních. Chovné a výkrmové haly by se měly pravidelně čistit a dezinfikovat mezi jednotlivými turnusy. Kontrola výskytu hlodavců i hmyzu by měla být pravidelnou součástí asanačních opatření. Vstup osob, materiálu, krmiva a vozidel na farmy by měl být kontrolován, aby nedocházelo k horizontálnímu šíření infekce. K zamezení zavlečení infekce do chovů je vhodnější používat peletované krmivo nebo krmivo bez živočišných bílkovin. Léčba, vakcinace či využívání kompetitivní exkluze sice snižují vnímavost drůbeže k infekci, ale neměly by být přeceňovány. Nezbytnou součástí opatření musí být také kontrola prostředí s chovanou drůbeží.
Prostředí s chovanou drůbeží je často kontaminováno PT salmonelami, aniž by drůbež vykazovala příznaky infekce. Vyšetřením prostředí (haly, sklady, dopravní prostředky, líhně, porážky apod.) lze získat nepřímé informace jak o nákazové situaci v hejnu tak i o způsobech zavlečení infekce (personálem, zvířaty, vektory aj.).